# Eddie Miller (kierowca wyścigowy)
Eddie Miller (ur. 7 października 1895 roku w Dumont, zm. 7 sierpnia 1965 roku w Filadelfii) – amerykański kierowca wyścigowy.

## Kariera
W swojej karierze Miller startował głównie w Stanach Zjednoczonych w mistrzostwach AAA Championship Car oraz towarzyszącym mistrzostwom słynnym wyścigu Indianapolis 500. W drugim pierwszym startów, w 1920 roku raz stanął na podium, a w Indy 500 był czwarty. Z dorobkiem 260 punktów został sklasyfikowany na dziesiątym miejscu w końcowej klasyfikacji kierowców. Rok później Amerykanin dwukrotnie stawał na podium. Uzbierał łącznie 395 punktów, które dały mu siódme miejsce w końcowej klasyfikacji kierowców. W sezonie 1922 był dziewiętnasty.